# 横井秀俊
横井秀俊（ヨコイ, ヒデトシ、1953年8月29日 - ）は日本の東大名誉教授。プラスチック成形加工学会会長。ファナック監査役 ,射出成形可視化の第一人者。

## 人物
昭和53年3月 東大工学部卒業
昭和58年3月 東大博士課程修了、工学博士
昭和58年4月 東大生産技術研究所講師
昭和60年1月 東大生産技術研究所助教授
平成9年7月 東大生産技術研究所教授
平成10年7月 東大国際・産学共同研究センター教授
平成17年4月 東大国際・産学共同研究センター長
平成20年4月 東大生産技術研究所教授
2008年 プラスチック成形加工学会長
2015年5月 科学技術振興機構研究成果最適展開支援プログラム第2分野プログラムオフィサー
2019年 東大名誉教授
2019年6月 ファナック監査役
YOKOI Labo 代表